# Lobamba
Koordinaten: 26° 28′ S, 31° 12′ O

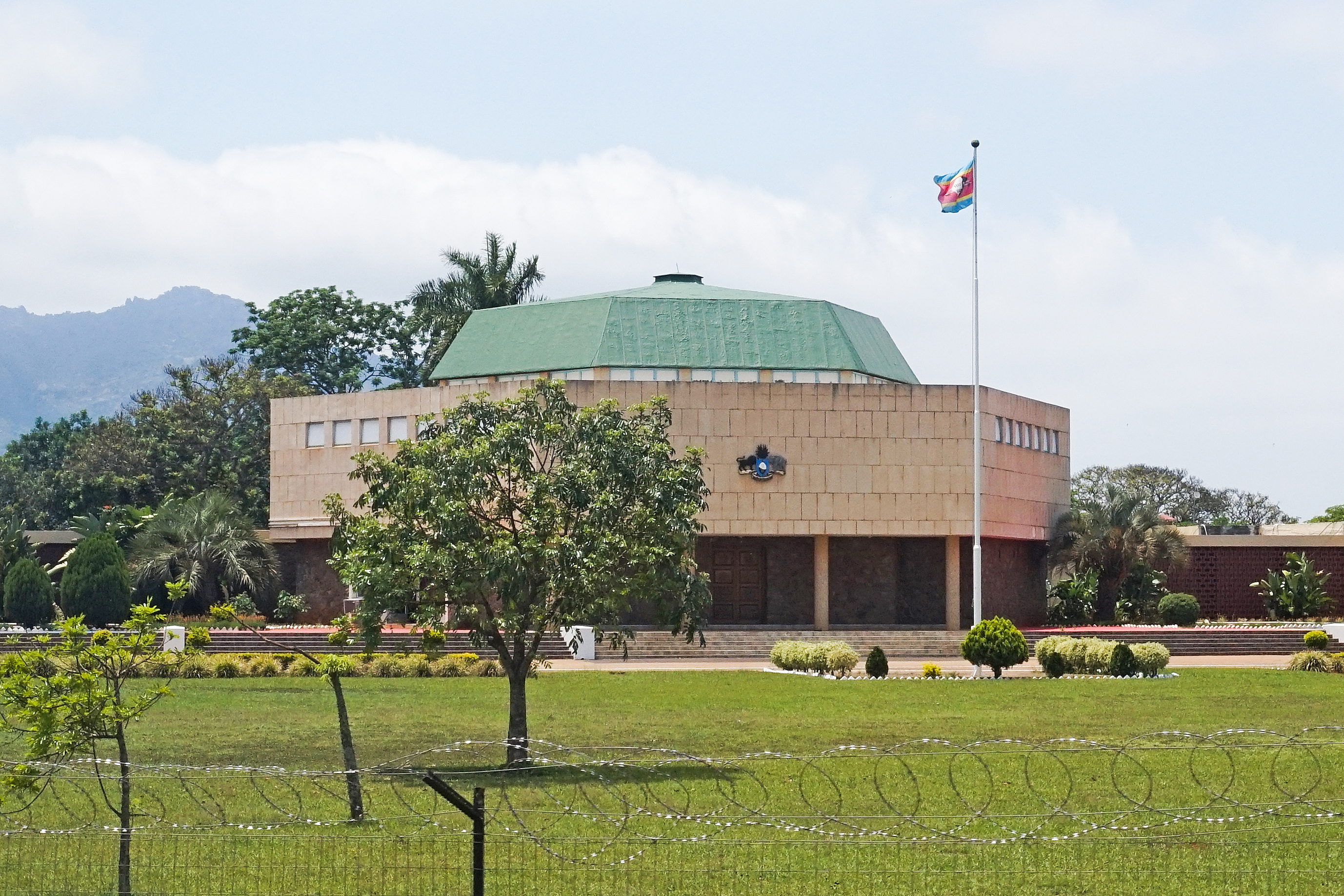
Das Parlamentsgebäude in Lobamba

Lobamba ist ein Ort im Westen Eswatinis. Er ist die traditionelle Hauptstadt und Sitz des nationalen Parlaments, Libandla. Er liegt im gleichnamigen Inkhundla.

## Geographie
Lobamba liegt in der Talsenke des Ezulwini auf etwa 700 Meter über dem Meeresspiegel. Das Gebiet ist relativ flach; nach Osten hin liegen die über 1200 Meter hohe Mdimba-Berge. Lobamba liegt 16 Kilometer südlich der Hauptstadt Mbabane in der Region Hhohho. 
In Lobamba befinden sich das Königliche Dorf Ludzidzini mit dem Lozitha-Palast, das nationale Parlament, das National Museum sowie ein Museum, das dem langjährigen König Sobhuza II. gewidmet ist. Am Ort befindet sich auch die Residenz der Königinmutter, die als stellvertretendes Staatsoberhaupt gilt; seit 1983 ist dies Ntombi.
Die beiden wichtigsten nationalen Feste finden jährlich in Lobamba oder seiner Umgebung statt: das iNcwala-Fest („Fest der ersten Frucht“) und Umhlanga („Schilftanz“). 

## Geschichte
Lobamba (auch Lobamba I) war ein Ort im Süden Eswatinis, an dem König Sobhuza I. jährlich die Zeremonie des iNcwala-Tanzes abhielt, bevor er den Sitz der königlichen Familie in das heutige Lobamba (Lobamba II) verlegte. König Mswati II. und seine Nachfolger hielten die Zeremonie ebenfalls im heutigen Lobamba bzw. in der näheren Umgebung ab. Dabei wurde jedem König eine bestimmte Stelle zugewiesen. Auch der gegenwärtige König Mswati III. begeht iNcwala und Umhlanga in Lobamba.

## Wirtschaft und Infrastruktur
Lobamba ist neben den repräsentativen Funktionen auf Tourismus ausgerichtet. Im Ort gibt es mehrere Hotels und eine Jugendherberge.
Der Ort liegt an der Hauptstraße MR3, die mit Mbabane und Manzini die beiden größten Städte des Landes verbindet.
In Lobamba gibt es eine High School.

## Söhne und Töchter von Lobamba
- Senele Dlamini (* 1992), Schwimmerin
- Phumlile Ndzinisa (* 1992), Sprinterin